# Swag It Out Tour
El Swag It Out Tour es el debut de la mini-gira de concierto de la artista estadounidense Zendaya. Marcado como el encabezado del tour de la banda, apoyada de las bandas sonoras Shake It Up: Break It Down y Shake It Up: Live 2 Dance. La gira principalmente alcanzó los Estados Unidos.

## Antecedentes
La gira de Zendaya tocó en las ferias estatales y festivales de música en Estados Unidos para promover los álbumes de bandas sonoras, Shake It Up: Break It Down y Shake It Up: Live 2 Dance, y su álbum debut próximo. La gira se convirtió en un gran éxito con los críticos y espectadores por igual, vendiendo muchas fechas en los Estados Unidos.

## Actos de apertura
- Bella Thorne

## Lista de canciones
1. «Intro»
2. «Swag It Out»
3. «My All»
4. «Dig Down Deeper»
5. «Something to Dance For»
6. «Watch Me»
7. «Smile» (cover de Charlie Chaplin)
8. «Girlfriend» (cover de la canción «Boyfriend» de Justin Bieber)
9. «Fashion Is My Kryptonite»

## Fechas de la gira
| América del Norte          |             |                |                                      |
| 5 de agosto de 2012[A]     | Oakland     | Estados Unidos | Art & Soul Main Stage                |
| 28 de septiembre de 2012   | Uniondale   | Estados Unidos | Nassau Veterans Memorial Coliseum    |
| 29 de septiembre de 2012   | Albany      | Estados Unidos | Times Union Center                   |
| 3 de noviembre de 2012     | Phoenix     | Estados Unidos | Arizona Veterans Memorial Coliseum   |
| 10 de noviembre de 2012    | Cupertino   | Estados Unidos | Flint Center For the Performing Arts |
| 10 de noviembre de 2012    | San Rafael  | Estados Unidos | Marin Veterans’ Memorial Auditorium  |
| 30 de noviembre de 2012[B] | Rochester   | Estados Unidos | Blue Cross Arena                     |
| 27 de diciembre de 2012[B] | Long Island | Estados Unidos | Nassau Coliseum                      |
| 28 de diciembre de 2012[B] | Baltimore   | Estados Unidos | 1st Mariner Arena                    |
| 20 de enero de 2013[B]     | Long Island | Estados Unidos | Nassau Coliseum                      |

## Créditos
| Banda (Poplyfe) - Dylan Wiggins - Jaden "Panda" Wiggins - Ahli Kahn - Seddie4evaAdded - Jared "Bam-Bam" - Cole Berliner Coristas - Whitney Boswell - Jennifer - Sabrina Chago - Vivian Allen | Bailarines - TJ - Jake - Richard "Lil Swag" Curtis IV - Baby D - Brenna Mendoza - Deja Carter - Dominique Battiste |